# Pla de Bages (vino)
Pla de Bages es una denominación de origen vinícola española situada en la provincia de Barcelona. El área de producción consta de 26 municipios que forman buena parte de la comarca del Bages y el Moianès.

## Geografía
Se encuentra en el lado oriental de la depresión central de Cataluña. 
Tiene un microclima mediterráneo, de media montaña, protegido por el Prepirineo al norte y la Sierra Litoral al sureste. Tiene oscilaciones térmicas rigurosas y escasa pluviosidad. Son tradicionales de la zona las terrazas de viña construidas a la piedra seca.
El área de cultivo se ubica principalmente siguiendo el curso del río Llobregat y sus afluentes.

## Subzonas
- Pla del Bages: la zona más baja del valle y la que se encuentra más próxima a la cuenca entre la afluencia del río Llobregat y Cardener, donde la altitud media es de alrededor de 200 m.
- Alt Bages: la zona más alejada de la cuenca y por tanto más alta y accidentada. Aquí la altitud puede llegar a los 700 m.

Los suelos son margosos, con presencia de arcillas en la zona más baja, y calizas con alto contenido en carbonato en la más alta.

## Historia

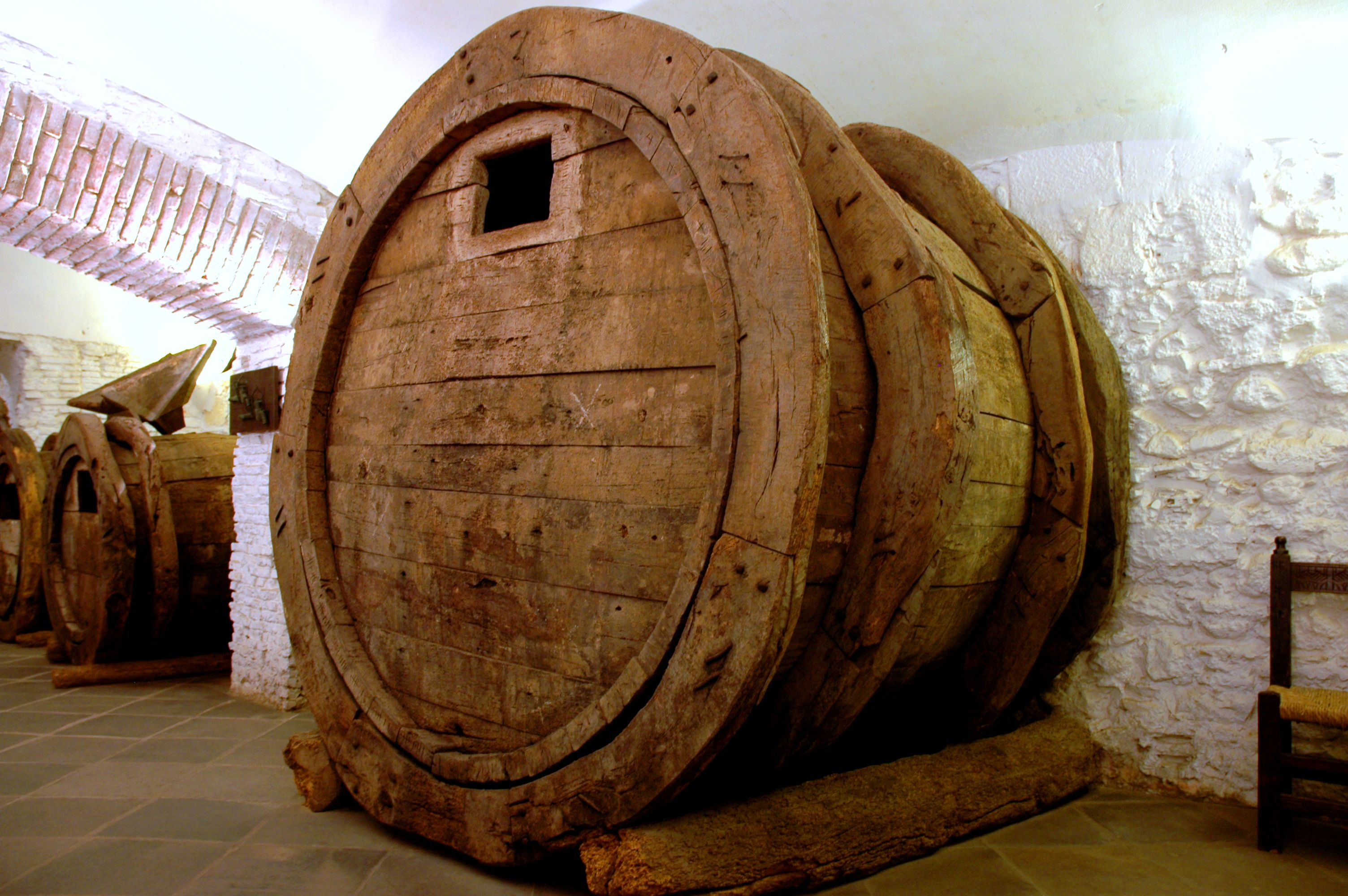
Bota del Bages en el Museo del Vino del Convento del Carme de Peralada.

Esta zona era tradicionalmente productora de vinos. Aunque sea una región de tamaño pequeño, es heredera de las grandes extensiones vinícolas de la Cataluña central. Los monjes del monasterio de San Benito de Bages impulsaron, desde el siglo X, el cultivo de la vid y la producción de vino en toda su área de influencia. Se convirtió en una de las principales actividades económicas hasta el siglo XIX. 
El viñedo en el Bages llevaba muchos años en expansión, tanto es así que cuando la plaga de la filoxera arrasó con el viñedo francés a partir del 1.860 se disparó la demanda de vino catalán y sus precios se multiplicaron haciendo que los campesinos plantaran vid en todas partes para aprovechar el momento, llegando a ser la comarca catalana con más extensión de vid en Cataluña, con 27.700 hectáreas.
Fue cuando el viñedo trepó por las montañas y nació un nuevo paisaje estructurado por fejes de piedra en seco, cabañas de viñedo y tinas. Las casas y los cortijos se hacían pequeños en comparación a las hectáreas de viñedo plantadas y las tinas fueron los elementos clave en la elaboración de vino, ya que de esta forma el trayecto hacia el cortijo ya no era con 100kg de uvas, sino con 65kg de vino, sin correr el riesgo de que con las largas distancias de desplazamiento la cosecha se estropeara y fermentara antes de tiempo. A esta época se le llama fiebre de oro, que duró hasta el 1890, y dejó al Bages un patrimonio cultural, económico y social, siendo la piedra en seco reconocida por la UNESCO como Patrimonio Cultural Inmaterial de la Humanidad.
La filoxera, pero, acabó llegando a Cataluña el 1890 y comportó una fuerte crisis al viñedo del Bages. Aun así, este no fue el motivo de abandono definitivo del viñedo en la zona, ya que después de la filoxera se volvieron a plantar hasta 22.000 hectáreas, sino que el abandono se produjo a raíz de la llegada del textil. Era preferible trabajar en una fábrica con sueldo fijo, sin depender de las inclemencias del tiempo y de la calidad de la cosecha, con un día de fiesta semanal y en la ciudad.
Hasta finales del siglo XX no se recuperó la actividad económica vinícola. El impulsor fue la cooperativa de Artés, que además de preservar el picapoll, la variedad autóctona adaptada a la zona, introdujo nuevas variedades vitícolas y técnicas de producción más elevada.
En 1995 se creó la denominación de origen, con la intención de dar valor a los vinos de este territorio. Actualmente trabaja para recuperar las variedades perdidas y la identidad del patrimonio. Recupera la esencia para volver a dar valor a todo eso que la define.

## Vinos

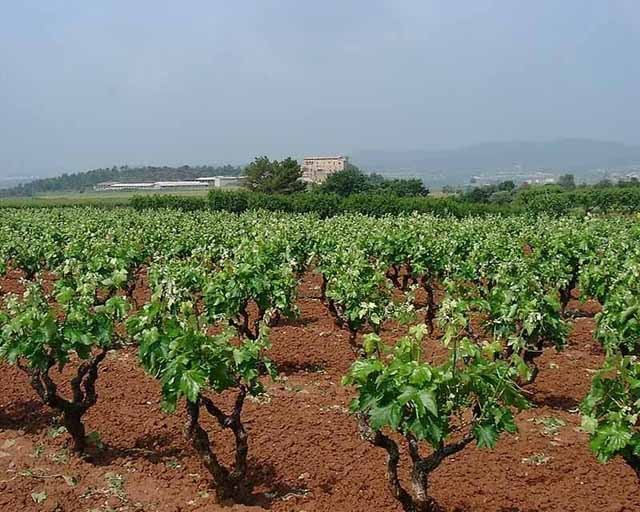
Viñas en Artés.

Destaca la producción de vino tinto aromático con las variedades tempranillo, merlot, sumoll, mandó y cabernet sauvignon. En menor medida se recurre a garnacha, pinot noir y syrah. Son vinos tintos aromáticos. Para la elaboración de vino blanco se usa sobre todo la uva picapolla, creando un vino distintivo de la zona llamado picapoll; se trata de un vino blanco ligero y de un color amarillo característico. También se hacen vinos blancos con uvas macabeo, parellada y chardonnay, que resultan afrutados y ligeros. Para hacer vino rosado se emplea merlot y cabernet sauvignon.

## Uvas
Tintas
- Sumoll
- Garnacha
- Tempranillo
- Cariñena
- Mandó
- Cabernet Franc
- Cabernet Sauvignon
- Merlot
- Syrah
- Picapoll Tinto

Blancas
- Macabeo
- Parellada
- Picapoll blanca
- Sauvignon Blanca
- Gerwürztraminer
- Chardonnay
- Malvasia aromática / Malvasia de Sitges